# Natação no Campeonato Europeu de Esportes Aquáticos de 2012 - 100 m peito masculino
A prova dos 100 metros peito masculino da natação no Campeonato Europeu de Esportes Aquáticos de 2012 ocorreu entre os dias 21 e 22 de maio em Debrecen na Hungria. 

## Calendário
| Fase          | Data       | Hora  |
| ------------- | ---------- | ----- |
| Eliminatórias | 21 de maio | 10:47 |
| Semifinal     | 21 de maio | 17:39 |
| Final         | 22 de maio | 17:29 |

Todos os horários estão no horário local (UTC+1)

## Recordes
Antes desta competição, os recordes eram os seguintes:
| Recorde mundial       | Brenton Rickard    | 58.58 | Roma      | 27 de julho de 2009  |
| Recorde europeu       | Hugues Duboscq     | 58.64 | Roma      | 27 de julho de 2009  |
| Recorde do campeonato | Alexander Dale Oen | 59.20 | Budapeste | 10 de agosto de 2010 |

## Medalhistas
| Ouro                 | Prata              | Bronze             |
| Fabio Scozzoli (ITA) | Valeriy Dymo (UKR) | Mattia Pesce (ITA) |

## Resultados

### Eliminatórias
Esses foram os resultados das eliminatórias. 
| Pos. | Bateria | Raia | Nadador                | Nacionalidade | Tempo   | Notas            |
| ---- | ------- | ---- | ---------------------- | ------------- | ------- | ---------------- |
| 1    | 4       | 4    | Imri Ganiel            | Israel        | 1:00.96 | Q,               |
| 2    | 8       | 5    | Damir Dugonjič         | Eslovênia     | 1:01.13 | Q                |
| 3    | 8       | 4    | Fabio Scozzoli         | Itália        | 1:01.14 | Q                |
| 4    | 7       | 5    | Mattia Pesce           | Itália        | 1:01.21 | Q                |
| 5    | 6       | 6    | Valeriy Dymo           | Ucrânia       | 1:01.28 | Q                |
| 6    | 8       | 2    | Kirill Strelnikov      | Rússia        | 1:01.40 | Q                |
| 7    | 8       | 7    | Flavio Bizzarri        | Itália        | 1:01.46 |                  |
| 8    | 7       | 4    | Hugues Duboscq         | França        | 1:01.54 | Q                |
| 9    | 6       | 4    | Christian vom Lehn     | Alemanha      | 1:01.55 | Q                |
| 10   | 8       | 1    | Martin Liivamägi       | Estónia       | 1:01.63 | Q                |
| 11   | 7       | 6    | Igor Borysik           | Ucrânia       | 1:01.67 | Q                |
| 12   | 7       | 2    | Carlos Esteves Almeida | Portugal      | 1:01.72 | Q                |
| 13   | 6       | 7    | Laurent Carnol         | Luxemburgo    | 1:01.75 | Q                |
| 14   | 6       | 1    | Andriy Kovalenko       | Ucrânia       | 1:01.80 |                  |
| 15   | 8       | 6    | Marco Koch             | Alemanha      | 1:01.81 | Q                |
| 16   | 5       | 4    | Martti Aljand          | Estónia       | 1:01.85 | Q                |
| 17   | 7       | 8    | Petr Bartůněk          | Chéquia       | 1:01.89 | Q                |
| 17   | 8       | 8    | Hunor Mate             | Áustria       | 1:01.89 | Q                |
| 19   | 6       | 5    | Anton Lobanov          | Rússia        | 1:01.90 |                  |
| 19   | 7       | 1    | Čaba Silađi            | Sérvia        | 1:01.90 |                  |
| 19   | 8       | 3    | Panagiotis Samilidis   | Grécia        | 1:01.90 |                  |
| 22   | 5       | 2    | Gal Nevo               | Israel        | 1:01.95 |                  |
| 23   | 6       | 3    | Dawid Szulich          | Polónia       | 1:01.99 |                  |
| 24   | 4       | 2    | Eetu Karvonen          | Finlândia     | 1:02.09 |                  |
| 25   | 4       | 3    | Tomas Klobucnik        | Eslováquia    | 1:02.16 | Recorde nacional |
| 26   | 3       | 1    | Aleksander Hetland     | Noruega       | 1:02.17 |                  |
| 27   | 3       | 5    | Matti Mattsson         | Finlândia     | 1:02.18 |                  |
| 28   | 7       | 7    | Jakob Jóhann Sveinsson | Islândia      | 1:02.19 |                  |
| 29   | 5       | 5    | Yannick Käser          | Suíça         | 1:02.20 |                  |
| 30   | 6       | 2    | Matjaž Markič          | Eslovênia     | 1:02.23 |                  |
| 31   | 6       | 8    | Gábor Financsek        | Hungria       | 1:02.32 |                  |
| 32   | 4       | 8    | Emil Tahirovič         | Eslovênia     | 1:02.41 |                  |
| 33   | 5       | 6    | Danila Artiomov        | Moldávia      | 1:02.47 |                  |
| 34   | 7       | 3    | Dragos Agache          | Roménia       | 1:02.51 |                  |
| 35   | 4       | 1    | Viktar Vabishchevich   | Bielorrússia  | 1:02.61 |                  |
| 35   | 4       | 5    | Johannes Skagius       | Suécia        | 1:02.61 |                  |
| 37   | 4       | 6    | Martin Schweizer       | Suíça         | 1:02.74 |                  |
| 38   | 3       | 2    | Filipp Provorkov       | Estónia       | 1:02.82 |                  |
| 39   | 5       | 8    | Árni Már Árnason       | Islândia      | 1:02.96 |                  |
| 40   | 5       | 7    | Ömer Aslanoğlu         | Turquia       | 1:03.04 |                  |
| 41   | 3       | 6    | Sławomir Kuczko        | Polónia       | 1:03.08 |                  |
| 42   | 3       | 8    | Oleg Kostin            | Rússia        | 1:03.23 |                  |
| 43   | 3       | 4    | Robert Vovk            | Eslovênia     | 1:03.30 |                  |
| 44   | 3       | 3    | Yaron Shagalov         | Israel        | 1:03.34 |                  |
| 45   | 2       | 3    | Sverre Næss            | Noruega       | 1:03.44 |                  |
| 46   | 2       | 7    | Vadim Romanov          | Estónia       | 1:03.61 |                  |
| 47   | 2       | 1    | Filip Wypych           | Polónia       | 1:03.62 |                  |
| 48   | 1       | 3    | Tomáš Fučík            | Chéquia       | 1:03.71 |                  |
| 49   | 2       | 5    | Vaidotas Blažys        | Lituânia      | 1:03.72 |                  |
| 50   | 5       | 3    | Olexiy Rozhkov         | Ucrânia       | 1:03.74 |                  |
| 51   | 2       | 2    | Ante Krizan            | Croácia       | 1:04.12 |                  |
| 52   | 3       | 7    | Sasa Gerbec            | Eslovênia     | 1:04.14 |                  |
| 53   | 2       | 4    | Lachezar Shumkov       | Bulgária      | 1:04.53 |                  |
| 54   | 4       | 7    | Maxim Podoprigora      | Áustria       | 1:04.62 |                  |
| 55   | 1       | 4    | Marius Mikalauskas     | Lituânia      | 1:05.01 |                  |
| 56   | 1       | 5    | Marek Botik            | Eslováquia    | 1:05.05 |                  |
| 57   | 2       | 6    | Uldis Tazans           | Letônia       | 1:05.15 |                  |
| 58   | 2       | 8    | Daniel Vacval          | Eslováquia    | 1:05.23 |                  |
| 99   | 5       | 1    | Jowan Qupty            | Israel        | DSQ     |                  |

### Semifinal
Esses foram os resultados das semifinais. 
Semifinal 1
| Pos. | Raia | Nadador            | Nacionalidade | Tempo   | Notas |
| ---- | ---- | ------------------ | ------------- | ------- | ----- |
| 1    | 4    | Damir Dugonjič     | Eslovênia     | 1:00.64 | Q     |
| 2    | 5    | Mattia Pesce       | Itália        | 1:00.72 | Q     |
| 3    | 3    | Kirill Strelnikov  | Rússia        | 1:01.29 | Q     |
| 4    | 2    | Igor Borysik       | Ucrânia       | 1:01.34 |       |
| 5    | 6    | Christian vom Lehn | Alemanha      | 1:01.50 |       |
| 6    | 7    | Laurent Carnol     | Luxemburgo    | 1:01.68 |       |
| 7    | 1    | Martti Aljand      | Estónia       | 1:01.79 |       |
| 8    | 8    | Hunor Mate         | Áustria       | 1:02.25 |       |

Semifinal 2
| Pos. | Raia | Nadador                | Nacionalidade | Tempo   | Notas |
| ---- | ---- | ---------------------- | ------------- | ------- | ----- |
| 1    | 5    | Fabio Scozzoli         | Itália        | 1:00.90 | Q     |
| 2    | 4    | Imri Ganiel            | Israel        | 1:01.01 | Q     |
| 3    | 1    | Marco Koch             | Alemanha      | 1:01.19 | Q     |
| 4    | 7    | Carlos Esteves Almeida | Portugal      | 1:01.19 | Q,    |
| 5    | 3    | Valeriy Dymo           | Ucrânia       | 1:01.29 | Q     |
| 6    | 6    | Hugues Duboscq         | França        | 1:01.35 |       |
| 7    | 2    | Martin Liivamägi       | Estónia       | 1:01.66 |       |
| 8    | 8    | Petr Bartůněk          | Chéquia       | 1:01.68 |       |

### Final
Esse foi o resultado da final. 
| Pos.              | Raia | Nadador                | Nacionalidade | Tempo   | Notas |
| ----------------- | ---- | ---------------------- | ------------- | ------- | ----- |
| Medalha de ouro   | 3    | Fabio Scozzoli         | Itália        | 1:00.55 |       |
| Medalha de prata  | 8    | Valeriy Dymo           | Ucrânia       | 1:00.68 |       |
| Medalha de bronze | 5    | Mattia Pesce           | Itália        | 1:00.93 |       |
| 4                 | 2    | Marco Koch             | Alemanha      | 1:00.99 |       |
| 5                 | 1    | Kirill Strelnikov      | Rússia        | 1:01.12 |       |
| 6                 | 6    | Imri Ganiel            | Israel        | 1:01.33 |       |
| 7                 | 4    | Damir Dugonjič         | Eslovênia     | 1:01.51 |       |
| 8                 | 7    | Carlos Esteves Almeida | Portugal      | 1:01.57 |       |

Legenda
| Recorde mundial       | Recorde mundial (World record)               |                       | Recorde africano                      | Recorde africano (African) |                                           | Q | Classificado por posição (Qualified) |
| Recorde do campeonato | Recorde do campeonato (Championship record)  | Recorde da América    | Recorde da América (Americas)         | q                          | Classificado por melhor tempo (Qualified) |   |                                      |
| Melhor marca do ano   | Melhor marca do ano (World leading)          | Recorde asiático      | Recorde asiático (Asian)              | DNS                        | Não largou (Did not start)                |   |                                      |
| Recorde nacional      | Recorde nacional (National record)           | Recorde europeu       | Recorde europeu (European)            | DNF                        | Não terminou (Did not finish)             |   |                                      |
| Recorde pessoal       | Recorde pessoal do atleta (Personal best)    | Recorde da Oceania    | Recorde da Oceania (Oceania)          | DSQ / DQ                   | Desclassificado (Disqualified)            |   |                                      |
| Recorde da temporada  | Recorde da temporada do atleta (Season best) | Recorde sul-americano | Recorde sul-americano (South America) | NM                         | Sem marca (No mark)                       |   |                                      |